# Mendoncieae
Tribu
Classification phylogénétique
Les Mendoncieae sont une tribu de plantes à fleurs de la famille des Acanthaceae et de la sous-famille des Thunbergioideae.
Le genre type est Mendoncia.

## Liste des genres
Anomacanthus – Mendoncia

## Publication originale
- Meisner C.F., 1837–1843. Plantarum vascularium genera secundum ordines naturales digesta eorumque differentiae et affinitates tabulis diagnosticis expositae. Weidmann, Lipsiae [Leipzig]. 402 pp.